# Damien Top
Pour les articles homonymes, voir Top.
 (avril 2022).
La mise en forme du texte ne suit pas les recommandations de Wikipédia : il faut le « wikifier ».
Les points d'amélioration suivants sont les cas les plus fréquents. Le détail des points à revoir est peut-être précisé sur la page de discussion.
- Les titres sont pré-formatés par le logiciel. Ils ne sont ni en capitales, ni en gras.
- Le texte ne doit pas être écrit en capitales (les noms de famille non plus), ni en gras, ni en italique, ni en « petit »…
- Le gras n'est utilisé que pour surligner le titre de l'article dans l'introduction, une seule fois.
- L'italique est rarement utilisé : mots en langue étrangère, titres d'œuvres, noms de bateaux, etc.
- Les citations ne sont pas en italique mais en corps de texte normal. Elles sont entourées par des guillemets français : « et ».
- Les listes à puces sont à éviter, des paragraphes rédigés étant largement préférés. Les tableaux sont à réserver à la présentation de données structurées (résultats, etc.).
- Les appels de note de bas de page (petits chiffres en exposant, introduits par l'outil «  Source ») sont à placer entre la fin de phrase et le point final[comme ça].
- Les liens internes (vers d'autres articles de Wikipédia) sont à choisir avec parcimonie. Créez des liens vers des articles approfondissant le sujet. Les termes génériques sans rapport avec le sujet sont à éviter, ainsi que les répétitions de liens vers un même terme.
- Les liens externes sont à placer uniquement dans une section « Liens externes », à la fin de l'article. Ces liens sont à choisir avec parcimonie suivant les règles définies. Si un lien sert de source à l'article, son insertion dans le texte est à faire par les notes de bas de page.
- La présentation des références doit suivre les conventions bibliographiques. Il est recommandé d'utiliser les modèles {{Ouvrage}}, {{Chapitre}}, {{Article}}, {{Lien web}} et/ou {{Bibliographie}}. Le mode d'édition visuel peut mettre en forme automatiquement les références.
- Insérer une infobox (cadre d'informations à droite) n'est pas obligatoire pour parachever la mise en page.

Pour une aide détaillée, merci de consulter Aide:Wikification.
Si vous pensez que ces points ont été résolus, vous pouvez retirer ce bandeau et améliorer la mise en forme d'un autre article.
 (janvier 2021).
Si vous disposez d'ouvrages ou d'articles de référence ou si vous connaissez des sites web de qualité traitant du thème abordé ici, merci de compléter l'article en donnant les références utiles à sa vérifiabilité et en les liant à la section « Notes et références ».
Damien Top est un ténor, musicologue et compositeur français, né le 13 juillet 1963 à Rouen. Il est le fils de la poétesse Andrée Brunin.

## Biographie
Après des études de lettres - philosophie (Lille), diplômé de l'université de Paris X en langue et civilisation germaniques, Damien Top s'oriente parallèlement vers l'art dramatique et vers l'art lyrique (conservatoire de Lille). Au Conservatoire national supérieur de musique de Paris, il entre dans la classe de Nicole Broissin (atelier Lyrique - Opérette) et suit les cours d'Isabelle Aboulker (solfège) et de Rémy Corazza (technique vocale). Damien Top a également travaillé avec Galina Vichnevskaïa, Jacques Herbillon, Jean-Christophe Benoit et Jacques Pottier. Il a complété sa formation à l'École pratique des hautes études.  Il se produit régulièrement en récital avec les pianistes Alain Raës, Diane Andersen et Galina Ermakova. Il s'initie également à la direction d'orchestre avec Michel Quéval et Sergiu Celibidache. Il a dirigé l'orchestre du festival Albert-Roussel, l'ensemble Joseph Jongen, Les Solistes de Brno, l'Orchestre philharmonique de chambre tchèque, l'Orchestre philharmonique de Bacau, l'Orchestre symphonique de Dieppe, L'Orchestre à cordes de Lorraine, , etc.
Sa double formation de comédien et de chanteur lui permet de se produire sur les scènes françaises ainsi qu'à l'étranger dans un répertoire varié allant de l'opéra à la musique de chambre, de l'opérette au récital de mélodies. Damien Top donne fréquemment des récitals à l'étranger (États-Unis, Australie, Canada, Mexique, Italie, Suisse, Irlande, Belgique…) Il donne également des récitals de poésie et se produit en tant que comédien (La Conversation de Jean d'Ormesson, le général Diable de Jean-Michel Branquart, etc.).
Damien Top est également l'auteur de biographies d'Albert Roussel (Séguier), Serguei Rachmaninov (Bleu Nuit Éditeur), René de Castéra (Séguier - Prix du Salon du Livre d'Hossegor), Émile Goué (Bleu Nuit). Il a été invité à enseigner dans plusieurs universités du Bassin Pacifique et Nord-américaines (Melbourne, Monash, La Trobe, Wollongong, Wellington, Hawaii, Sherbrooke, Montréal, New York…) ainsi qu'au Conservatoire Giuseppe-Verdi (Milan).
Divers compositeurs ont écrit spécialement pour lui : Isabelle Aboulker, Edwin Carr, Marcel Cominotto, Françoise Choveaux, Maryse Collache-Rouzet, Harry Cox, Marcel Dortort, Houston Dunleavy, Alain Féron, Jean-Jacques Flament, Jacqueline Fontyn, Anthony Girard, Joni Green, Dianne Goolkasian Rahbee,  Tony Hawkins, Wally Karveno, Philippe Malhaire, Pierrette Mari, Max Pinchard, Jean-Christophe Rosaz, Isaac Schankler, Horia Surianu, Peter Tahourdin, Robert Trumble, Felix Werder, et Jacques Chailley. Damien Top a notamment enregistré chez B.N.L.  et CIAR Classics plusieurs cycles de mélodies de Jules Massenet ainsi que des romances d'Edmond de Coussemaker, des mélodies d'Émile Goué chez R.C.P., de Claude Duboscq, Albert Roussel, Jacques Ibert, Darius Milhaud, Maurice Delage, Fred Barlow, Georges Auric, Léonce de Saint-Martin, etc. chez CIAR Classics.
Damien Top s'investit parallèlement dans la défense du patrimoine : il est délégué de la Société pour la protection des paysages et de l'esthétique de la France (SPPEF), président du Cercle Impérial de Flandre et des Amis de la Collégiale de Cassel, administrateur de Retables de Flandre. Il fait partie du comité directeur de la Lotte Lehmann Foundation (États-Unis), il est vice-président de l'Ordre des Musiciens, préside le Cercle Andries Steven, le Cercle Paul-Paray, l'association des Amis de Claude Delvincourt, l'association Joseph Canteloube, ainsi que le  Centre international Albert-Roussel qu'il a créé en 1992 et dirige le Festival International Albert-Roussel et la Musicale de Bagnac-sur-Célé.
Également producteur et directeur artistique, il a créé une collection de disques sous labels Azur Classical et CIAR Classics. Une cinquantaine de titres figurent au catalogue qui illustrent principalement le répertoire français des XXe et XXIe siècles.
Il est lauréat de la Fondation Charles Oulmont - Fondation de France. Il a reçu en 2020 la Grande médaille d'or Arts-Sciences-Lettres.

## Œuvres principales

### Piano
- Esperando el Maestro Fauré
- Boguetelle, création au Centre Gustav Mahler d'Hondschoote par Patrick de Hooghe le 18 octobre 2000
- Toccata
- Haliotide
- Hommage à Blanche Selva (2007)
- Trois Nocturnes (2011) création par Alain Raës en l'auditorium d'Aire-sur-la-Lys le 13 octobre 2012
- Danse de Morgiane (2012), hommage à Maurice Ravel à l'occasion du 75e anniversaire de sa mort, création à Paris le 7 mars 2013 par Diane Andersen
- Yoyo variations (2016), dédiées à Pierre Etaix

### Musique de chambre
- Duo, pour flûte et harpe
- Haliotide, Trio pour clarinette, violoncelle et piano (2004)
- T'Karillon van Kassel, pour trompette et orgue (2005) création en l'église Saint-Maclou d'Haubourdin par Jean-Philippe Nirel et Cédric Burgelin
- Thème et variations, version pour orgue et trompette
- Yakov's Lament, pour violon solo (2012), création le 8 septembre 2012 au Symphony Space de New York dans le cadre du New York Chamber Music Festival  par Elmira Darvarova.
- Suite des Monts Déserts (2014), pour flûte, clarinette et quatuor à cordes, d'après la musique du film "Marguerite Yourcenar, alchimie du paysage"
- Entrestances, suite pour violon solo (2014), création le 6 décembre 2014 à Bavinchove par Florestan Raës
- Lamento de Suarlée, pour violoncelle et piano (2016), création le 16 novembre 2016 à Bailleul par Samuel Magill et Diane Andersen
- Trio d'anches (2018)

### Musique vocale
- La rivière de Cassis (Arthur Rimbaud),
- Cher Jardin (Charlotte Thiriet), 1993, création le 30 avril 2011 au Atherton Performing Art Studio (Hawaii Public Radio) par Damien Top et Eric Schank
- La petite Madeleine, chanson (anonyme),
- Deux poèmes d'Andrée Brunin, mélodies pour voix, flûte et piano, 1993, création aux Concerts de midi de l'Université de Liège par Damien Top, Bernard Pierreuse et Alain Raës
  - 1. Complainte
  - 2. Fille du vent
- s'Avonds als ik slapen ga (Anonyme du XVe siècle) 1998, création le 13 décembre 1998 au Atherton Performing Art Studio (Hawaii Public Radio)- Honolulu
- Beau Sapin (Andrée Brunin), voix et piano (ou orgue) 1998 création le 13 décembre 1998 au Atherton Performing Art Studio (Hawaii Public Radio)- Honolulu

Enregistrement par Maryse Collache et Alain Raës, CD Westland Music
- Tombe la neige, Mélodie pour soprano et violoncelle (Andrée Brunin)
- Le poème du joug, contralto (ou mezzo) et percussions (Marguerite Yourcenar)
- Etiquette (Jean Yamasaki Toyama)
- La Couronne et la Lyre (7 mélodies sur des poèmes de Marguerite Yourcenar) 2002, création le 17 novembre 2002 au Castello di Cavour (Torino) lors du festival 'Musiche in Mostra' par Damien Top et Philippe Reverchon
- Dickinson songs (Emily Dickinson) 2004, création à Varengeville-sur-Mer par Brenda Witmer et Patricia Brady.
  - 1. It was given to me
  - 2. Before I got my eye put out

Enregistrement par Susan Gonzalez, soprano et Diane Andersen piano. CD Azur Classical, 2023.
- Inside the kingdom of sentiment, 3 songs (Kathryn Klingebiel) 2006
- Annabel Lee (Edgar Allan Poe), pour baryton-basse, thérémine (ou soprano) et piano, 2006,
- Epistre à une dame (Charles de Morbecque), pour voix et piano, 2007
- Il y a toujours quelque chose d'autre (Thérèse Planiol), cycle pour voix, récitant(e) et piano à quatre mains, 2008,
- Une fille de nuages (André Devynck), pour voix et piano, 2011
- Des joies pures et parfaites (5 poèmes chinois traduits par Henri-Pierre Roché), pour voix et piano, 2013, création lors des 'Troisièmes Rencontres Jules et Jim' à Dieulefit le 6 juillet 2013 par Damien Top et Diane Andersen
- L'été sorcier (Marie Desmaret), cycle pour voix et piano, 2014
- Première étreinte, trois mélodies (Lucien Choltès), 2017
- Mon étrange combat,trois mélodies: Je ne sais rien/Je suis blessé/Si je m’évade (Robert Sabatier), 2022

### Musique pour chœur
- Auprès de la fontaine (François Villon)
- Kyrie
- Stabat Mater pour soprano, chœur et orchestre
- Prière à Notre-Dame de la Crypte, chœur a cappella

### Musique de film
- Haliotide, court métrage de Véronique Humbert (2004)
- Marguerite Yourcenar, alchimie du paysage, film de Jacques Loeuille (2013)

### Restitutions
- Suite d'orchestre du Testament de la tante Caroline d'Albert Roussel
- Trio sur Le Festin de l'Araignée d'Albert Roussel pour flûte, violon et piano
- Suite de Claude Delvincourt
- Trio en ré de René de Castéra
- Les Princesses de la Mer de Ladislas de Rohozinski
- adaptation pour voix et quatuor à cordes de Chanson d'automne, En prison, Paysage de Reynaldo Hahn
- Berteretche de René de Castéra

## Discographie
- Jules Massenet : Poème d'avril, Poème du Souvenir, Poème d'hiver, Expressions Lyriques BNL 1992
- David August von Apell : Il triompho della musica, Naxos 2001
- Edmond de Coussemaker : Romances et chansons, RCP 2003
- Émile Goué : mélodies, SyPr 2006
- Émile Goué : mélodies avec quatuor, Azur Classical AZC, 2014
- Jules Massenet : Poème Pastoral, Poème d'Octobre, Poème d'Amour, Poème d'un soir, CIAR Classics 2025
- Albert Roussel, Jacques Ibert, Maurice Delage, Darius Milhaud, etc. : mélodies avec flûte, Azur Classical 2025
- Claude Guillon-Verne : mélodies, CIAR Classics

## Livres
- Albert Roussel, un marin musicien, Séguier, 2000
- René de Castéra, un compositeur landais au cœur de la musique française (avec Anne de Beaupuy et Claude Gay), Séguier, 2004
- Emile Goué, Bleu Nuit, 2012
- Serguei Rachmaninov, Bleu Nuit, 2013
- Albert Roussel, Bleu Nuit, 2016
- L'Orchestre de Douai Région Hauts-de-France, une histoire de passions, Bleu-Nuit, 2022

## Études et articles
- « Un maître hors-norme : les relations Roussel-Martinu », in Akten des Musikwissenschaftlichen Kolloquiums Brno, 1990
- « Paris (1870-1914) : Schauplatz des dritten goldenen Zeitalters der französischen Musik », in Akten des Musikwissenschaftlichen Kolloquiums Brno, 1993
- « Musik und Litteratur : La Bonne Chanson von Gabriel Fauré », in Akten des Musikwissenschaftlichen Kolloquiums Brno, 1994
- « La Sinfonietta de Roussel », in Revue Analyse Musicale, 1998
- « Le Lyonnais et le Flamand », in Le mouvement scholiste de Paris à Lyon, coord. Isabelle Bretaudeau, Symétrie, 2003
- À la recherche du ballet perdu : Le Musicien de Saint-Merry d'Apollinaire et Casabon, in "Que Vlo-Ve?", bulletin international des études sur Guillaume Apollinaire, no 25-26, janvier-juin 2004
- Een verloren perel : la musique d'Edmond de Coussemaker, Annales du Comité flamand de France, 2005
- Maurice Ravel et Albert Roussel in Piano magazine, 2006
- La "beauté vivante" du spectacle roussélien, in Padmâvatî, brochure-programme, Théâtre du Châtelet, 2008
- Les tribulations d'un chinois français : un portrait de Louis Laloy, in Padmâvatî, brochure-programme, Théâtre du Châtelet, 2008
- Albert Roussel et Blanche Selva, in "Blanche Selva, naissance d'un piano moderne", coord. Jean-Marc Warszawski, Symétrie, 2010
- Franz Liszt et la Schola Cantorum, une descendance inattendue, in Euterpe, no 16 février 2010, no 19 septembre 2011, no 20 février 2012,
- Aspects de la vie musicale dans le canton de Cassel au XIXe siècle, Annales du Comité flamand de France, 2010
- Aperçu sur la polytonalité dans l’œuvre d’Émile Goué in Polytonalités, coord. Philippe Malhaire, L’Harmattan, 2011
- Jules Massenet, "Le testament lyrique de l'expression mélodique", in Tempus Perfectum no 9, Symétrie, été 2012
- Œdipe au Stalag, genèse et métamorphoses de l'oratorio de Maurice Thiriet, in Euterpe no 23, septembre 2013
- Edmond de Coussemaker, le Comité flamand de France et les liens culturels entre Flandres française et belge, (avec Solange de Coussemaker), revue Romaneske, Université de Louvain, 38e année, no 3, décembre 2013
- L’Horizon mirifique d’Emile Goué, in "Emile Goué, le chaînon manquant", coord. Philippe Malhaire, L'Harmattan, 2014
- Jacqueline Fontyn, Nulla dies sine nota, Gespräch mit Damien Top, Analyse von "Alba", Studien zur Wertungsforschung, Universal Édition 26855, 2013
- Charles Bordes et l'opéra basque, in "Charles Bordes et la musique basque", brochure des Journées Charles Bordes, Tours, 2014
- Jacqueline Fontyn, Nulla dies sine nota, analyse de "Alba", éditions Aedam Musicae, 2014
- Deux destins singuliers : Roussel et Delvincourt, in 'Mon violon m'a sauvé la vie', Destins de musiciens dans la Grande guerre, Musée de la Grande guerre de Meaux/Lienart éditions, 2015
- William Orpen à Cassel, Cassel Horizons, 2015
- Henri-Pierre Roché et les musiciens, in "Cahiers de L'Herne", 2015
- "C’est ici que j’aurais dû naître". L’inspiration basque et landaise dans l’œuvre de Robert Scheffer. Bulletin de la Société Historique et Archéologique du Périgord, Tome CXLIV, 2017
- Joseph Candeille, Bulletin du Comité Flamand de France, 2018
- "Trois mages en quête d'un royaume", étude sur le chant traditionnel des Dry Koningen, Bulletin du Comité Flamand de France, juin 2019
- Jacqueline Fontyn, Not a day without a note, Alba by Damien Top, Vienna, Universal Édition, 26339, 2020
- Dans la volière scholiste : in "Étudier, enseigner et composer à la Schola Cantorum (1896-1962)" sous la direction de Sylvie Douche, Aedam Musicae, novembre 2022
- L'invisible présence d'Andrée Brunin, in Visages d'écrivains, Fédération des Maisons d’Écrivains et des Patrimoines Littéraires, 2023
- Andrée Brunin, le vent de la liberté, Livr’arbitres n°45, mars 2024
- Andries Steven, chantre de Cassel et de la Flandre, Livr’arbitres n°45, mars 2024
- La curiosité en éveil d'Andrée Brunin, in Plumes de sciences, Fédération des Maisons d’Écrivains et des Patrimoines Littéraires, 2025